# Anneslia bullata
Anneslia bullata là một loài thực vật có hoa trong họ Đậu. Loài này được (Urb.) Britton mô tả khoa học đầu tiên năm 1928.